# Кодень (гмина)
Кодень (пол. Kodeń) — сельская гмина (волость) в Польше, входит как административная единица в Бяльский повет, Люблинское воеводство. Административный центр гмины — деревня Кодень. Население — 4110 человек (на 2004 год).

## Сельские округа
1. Добратыче
2. Добромысль
3. Эльжбецин
4. Конты
5. Кодень
6. Копытув
7. Копытув-Колёня
8. Костомлоты
9. Кожанувка
10. Окчин
11. Ольшанки
12. Шостаки
13. Заблоце
14. Заблоце-Колёня
15. Загаце
16. Залевше

## Соседние гмины
1. Гмина Пищац
2. Гмина Славатыче
3. Гмина Тересполь
4. Гмина Тучна